# Démarche
Démarche (franska: inskridande, steg framåt) är en begäran från ett eller flera länders diplomatiska representation om att värdlandet ska vidta en viss åtgärd. Begäran kan vara muntlig eller skriftlig, och variera i allvarsgrad.
En démarche kan till exempel användas för att begära information, lämna rekommendationer eller varningar, överklaga ett beslut, föreslå förhandlingar eller överlämna en diplomatisk protest.
En muntlig démarche följs ofta av en skriftlig handling såsom en aide-mémoire eller en note.